# Línea 6 del Metro de la Ciudad de México
La Línea 6 del Metro de la Ciudad de México es una de las doce líneas del Metro de la capital de México. Fue inaugurada el 21 de diciembre de 1983 y es la sexta línea en incorporarse al sistema. Está integrada por 11 estaciones y tiene 13.9 kilómetros de longitud que abarcan las alcaldías Azcapotzalco y Gustavo A. Madero. Tiene correspondencia con cuatro líneas del Metro y su color distintivo es el rojo. En 2022 fue la segunda línea menos transitada, con 35.7 millones de pasajeros.

## Historia
La línea 6 fue construida mediante cajones subterráneos colocados por excavaciones a cielo abierto, con el uso de muros Milán, troquetes tubulares y celosía de tabletas prefabricadas. A diferencia de las líneas previas, la línea 6 fue construida con vías cimentadas sobre loza de concreto, en lugar de usar balasto. Este tipo de soporte ofrece menor coste de mantenimiento y una marcha más silenciosa para los trenes. Su uso fue posible debido a que la zona poniente de la Ciudad de México no es afectada por los hundimientos diferenciales que fuerzan al uso del balasto en las líneas previas del sistema.
La línea 6 fue inaugurada el 21 de diciembre de 1983. Estaba integrada por siete estaciones en el tramo El Rosario-Instituto del Petróleo y contaba con 9.2 kilómetros de longitud. El 8 de julio de 1986 fue inaugurada su única ampliación, con la incorporación de cuatro estaciones hasta la terminal oriente, Martín Carrera. Con esta expansión la línea completó 13.9 kilómetros.
El 9 de enero de 2021 la línea fue afectada por el incendio del Puesto Central de Control I, que dejó a la línea inoperativa hasta el 12 de enero.El 2 de septiembre de 2023 la línea 6 dejó de permitir la entrada con boletos magnéticos, aceptando únicamente el uso de la Tarjeta de Movilidad Integrada.

## Estaciones
| Estación                        | Iconografía                                 | Inauguración            | Alcaldía          | Tipo de estación            | Construcción | Conexiones |
| ------------------------------- | ------------------------------------------- | ----------------------- | ----------------- | --------------------------- | ------------ | --- |
| El Rosario                      | Rosario                                     | 21 de diciembre de 1983 | Azcapotzalco      | Terminal de correspondencia | Superficial  | Correspondencia - Línea 7 Otros servicios - CETRAM El Rosario - El Rosario - El Rosario - El Rosario - Rutas: 19, 19-A, 59, 59-A, 107 |
| Tezozómoc                       | Cabeza de perfil de Tezozómoc               | 21 de diciembre de 1983 | Azcapotzalco      | Paso                        | Subterránea  | |
| UAM-Azcapotzalco                | Hormiga                                     | 21 de diciembre de 1983 | Azcapotzalco      | Paso                        | Subterránea  | Otros servicios - Rutas: 59-A, 107, 107-B                                                                                             |
| Ferrería/Arena Ciudad de México | Fachada de la Arena Ciudad de México        | 21 de diciembre de 1983 | Azcapotzalco      | Paso                        | Subterránea  | Otros servicios - Fortuna - Rutas: 19, 19-A, 107-B                                                                                    |
| Norte 45                        | Rosa de los vientos                         | 21 de diciembre de 1983 | Azcapotzalco      | Paso                        | Subterránea  | |
| Vallejo                         | Fábrica                                     | 21 de diciembre de 1983 | Azcapotzalco      | Paso                        | Subterránea  | |
| Instituto del Petróleo          | Torre de perforación                        | 21 de diciembre de 1983 | Gustavo A. Madero | Correspondencia             | Subterránea  | Correspondencia - Línea 5 Otros servicios - Instituto del Petróleo - Instituto del Petróleo - Rutas: 23, 27-A, 103                    |
| Lindavista                      | Fachada de la Iglesia de San Cayetano       | 8 de julio de 1986      | Gustavo A. Madero | Paso                        | Subterránea  | Otros servicios - Ruta 104 |
| Deportivo 18 de Marzo           | Jugador de Pelota Mesoamericano             | 8 de julio de 1986      | Gustavo A. Madero | Correspondencia             | Subterránea  | Correspondencia - Línea 3 Otros servicios - CETRAM Deportivo 18 de Marzo - Deportivo 18 de Marzo - Deportivo 18 de Marzo - Ruta 15-B  |
| La Villa-Basílica               | Virgen de Guadalupe y Basílica de Guadalupe | 8 de julio de 1986      | Gustavo A. Madero | Paso                        | Subterránea  | |
| Martín Carrera                  | Busto de Martín Carrera                     | 8 de julio de 1986      | Gustavo A. Madero | Terminal de correspondencia | Subterránea  | Correspondencia - Línea 4 Otros servicios - CETRAM Martín Carrera - Martín Carrera - Rutas: 33, 37 - Martín Carrera - Ruta 5-A        |

### Cambios de nombre
| Nombre previo | Iconografía previa    | Nombre nuevo                    | Iconografía nueva                           | Fecha del cambio         |
| ------------- | --------------------- | ------------------------------- | ------------------------------------------- | ------------------------ |
| Basílica      | Basílica de Guadalupe | Deportivo 18 de marzo           | Jugador de Pelota Mesoamericano             | 24 de septiembre de 1996 |
| La Villa      | Virgen de Guadalupe   | La Villa/Basílica               | Virgen de Guadalupe y Basílica de Guadalupe | 24 de septiembre de 1996 |
| Ferrería      | Vaca                  | Ferrería/Arena Ciudad de México | Fachada de la Arena Ciudad de México        | 2012                     |
| Azcapotzalco  | Hormiga               | UAM-Azcapotzalco                | Hormiga                                     | 2015                     |

## Información técnica

### Afluencia por Estación
La siguiente tabla muestra cada una de las estaciones de la Línea 6, el total y el promedio de pasajeros diarios durante 2022.
| Estación                        | Tipo de estación              | Ranking Local | Ranking General | Total de Pasajeros | A diario |
| ------------------------------- | ----------------------------- | ------------- | --------------- | ------------------ | -------- |
| Martín Carrera                  | Terminal / De correspondencia | 1°/11         | 39°/175         | 7,683,190          | 21,049   |
| Ferrería/Arena Ciudad de México | De paso                       | 2°/11         | 66°/175         | 5,903,428          | 16,173   |
| El Rosario                      | Terminal / De correspondencia | 3°/11         | 93°/175         | 4,585,692          | 12,563   |
| Lindavista                      | De paso                       | 4°/11         | 97°/175         | 4,420,462          | 12,110   |
| La Villa-Basílica               | De paso                       | 5°/11         | 119°/175        | 3,542,814          | 9,706    |
| Vallejo                         | De paso                       | 7°/11         | 141°/175        | 2,484,480          | 6,806    |
| UAM-Azcapotzalco                | De paso                       | 6°/11         | 146°/175        | 2,252,624          | 6,171    |
| Norte 45                        | De paso                       | 8°/11         | 154°/175        | 1,967,214          | 5,389    |
| Tezozómoc                       | De paso                       | 9°/11         | 161°/175        | 1,633,705          | 4,475    |
| Instituto del Petróleo          | De correspondencia            | 10°/11        | 173°/175        | 870,085            | 2,383    |
| Deportivo 18 de Marzo           | De correspondencia            | 11°/11        | 175°/175        | 403,991            | 1,106    |

### Enlaces de servicio con otras líneas
- Con la Línea 7: Entre la estación terminal El Rosario, las vías de apartadero y de acceso a Talleres.
- Con la Línea 5: Entre la estación Instituto del Petróleo y Lindavista, en dirección El Rosario.